# (837) Schwarzschilda
(837) Schwarzschilda es un asteroide perteneciente al cinturón de asteroides descubierto el 23 de septiembre de 1916 por Maximilian Franz Wolf desde el observatorio de Heidelberg-Königstuhl, Alemania.
Está nombrado en honor del astrónomo alemán Karl Schwarzschild (1873-1916).